# 에고타

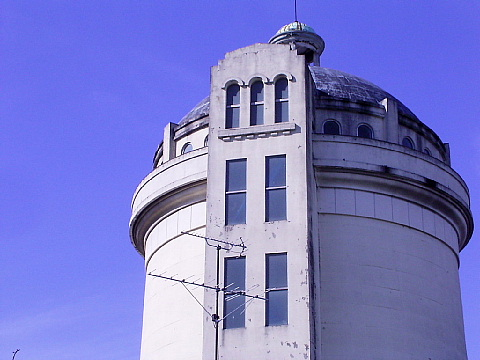
노가타 배수탑

에고타(일본어: 江古田 에고타[*])는 일본 도쿄도 나카노구의 지명이다. 인구는 2010년 8월 1일 기준으로 11,198명이다.